# Liste der denkmalgeschützten Objekte in Mallnitz
Die Liste der denkmalgeschützten Objekte in Mallnitz enthält die 5 denkmalgeschützten, unbeweglichen Objekte der Gemeinde Mallnitz.

## Denkmäler
| Foto |                 | Denkmal                                                               | Standort                                   | Beschreibung | Metadaten |
| ---- | --------------- | --------------------------------------------------------------------- | ------------------------------------------ | --- | --- |
| ja   | Datei hochladen | Kath. Pfarrkirche Christkönigskirche HERIS-ID: 54273 Objekt-ID: 62462 | bei Mallnitz 31 Standort KG: Mallnitz      | Bei der Christkönigskirche handelt es sich um eine 1974/75 von Kurt Miessler geplante katholische Pfarrkirche, die an Stelle der 1758 dem Heiligen Aloisius geweihten Kirche errichtet wurde. Neben dem zeltartigen Bau befindet sich der spitze, verschindelte Glockenturm. Die Einrichtung stammt aus der Bauzeit. | BDA-Hist.: Q38060182 Status: § 2a Stand der BDA-Liste: 2025-06-30 Name: Kath. Pfarrkirche Christkönigskirche GstNr.: .4/1 Pfarrkirche Mallnitz  |
| ja   | Datei hochladen | Liebermann-Villa HERIS-ID: 46991 Objekt-ID: 49404                     | Mallnitz 36 Standort KG: Mallnitz          | Die Liebermann-Villa wurde um 1900 für den k.u.k. Gesandten Edmund Mojsisovics errichtet und ist ein aus gotisierenden Formen und Heimatstilelementen entwickelter historistischer Villenbau. Es handelt sich um ein zweigeschoßiges Gebäude mit ausgebautem Dachgeschoß über kreuzförmigem Grundriss. Im südwestlichen Winkel befindet sich eine rundbogig geöffnete Eingangsloggia mit Pyramidendach am oberen Podest einer Freitreppe. In dem 1997 errichteten Anbau befindet sich die Dokumentation des Nationalparks Hohe Tauern. | BDA-Hist.: Q38025000 Status: Bescheid Stand der BDA-Liste: 2025-06-30 Name: Liebermann-Villa GstNr.: 2/1 Liebermann-Villa Mallnitz              |
| ja   | Datei hochladen | Tauerntunnel, Südportal HERIS-ID: 59304 Objekt-ID: 70502              | Standort KG: Mallnitz                      | Der 8535 m lange Tauerntunnel wurde in den Jahren 1901 bis 1909 im Auftrag der k.k. Staatseisenbahnen errichtet. Das Südportal zeigt eine mittig angeordnete österreichische Kaiserkrone und die Inschrift FRANCISCO JOSEPHO I. IMP. MCMIX. | BDA-Hist.: Q64486795 Status: Bescheid Stand der BDA-Liste: 2025-06-30 Name: Tauerntunnel, Südportal GstNr.: 925/1 Tauerntunnel - Südportal      |
| ja   | Datei hochladen | Mausoleum für Karl Arnold HERIS-ID: 244688seit 2024                   | nördlich Stappitz 89 Standort KG: Mallnitz | Anmerkung: Das Mausoleum steht an der Grenze zwischen den Gemeinden Bad Gastein und Mallnitz unweit des Hannoverhauses. | BDA-Hist.: Q122492919 Status: Bescheid Stand der BDA-Liste: 2025-06-30 Name: Mausoleum für Karl Arnold GstNr.: 392, 575/3 Karl-Arnold-Mausoleum |
| ja   | Datei hochladen | Mallnitzer Tauernhaus HERIS-ID: 251346seit 2024                       | Standort KG: Mallnitz                      | Das achteckige Mausoleum für Karl Arnold wurde 1925 errichtet. | BDA-Hist.: Q126131807 Status: Bescheid Stand der BDA-Liste: 2025-06-30 Name: Mallnitzer Tauernhaus GstNr.: 839/1, .86/38                        |